# Classic Albums: Nirvana – Nevermind
Classic Albums: Nirvana - Nevermind es un documental en DVD lanzado en marzo de 2005. Contiene entrevistas con miembros de la banda Nirvana y el productor Butch Vig. El documental se centra en la grabación del álbum Nevermind.

## Lista de canciones (donde se muestra como se grabaron)
1. «Smells Like Teen Spirit»
2. «In Bloom»
3. «Come as You Are»
4. «Breed»
5. «Lithium»
6. «Polly»
7. «Territorial Pissings»
8. «Drain You»
9. «Lounge Act»
10. «Stay Away»
11. «On a Plain»
12. «Something in the Way»

### Material extra
- Drain You: La historia detrás de la grabación de la canción
- Dave Grohl se une a Nirvana
- Grabando en Los Ángeles
- Smells Like Teen Spirit: Grabando el video musical
- Polly: En Concierto
- Nevermind: La historia detrás de la portada

## Certificaciones
Estados Unidos:  100.000

 Australia:  15.000

 Nueva Zelanda:  2.500

## Posiciones en listas
| Año  | Lista                                 | Posición |
| ---- | ------------------------------------- | -------- |
| 2005 | Lista oficial de álbumes en Finlandia | N.º 3    |
| 2005 | Lista oficial de álbumes en Alemania  | N.º 91   |